# Chester (voornaam)

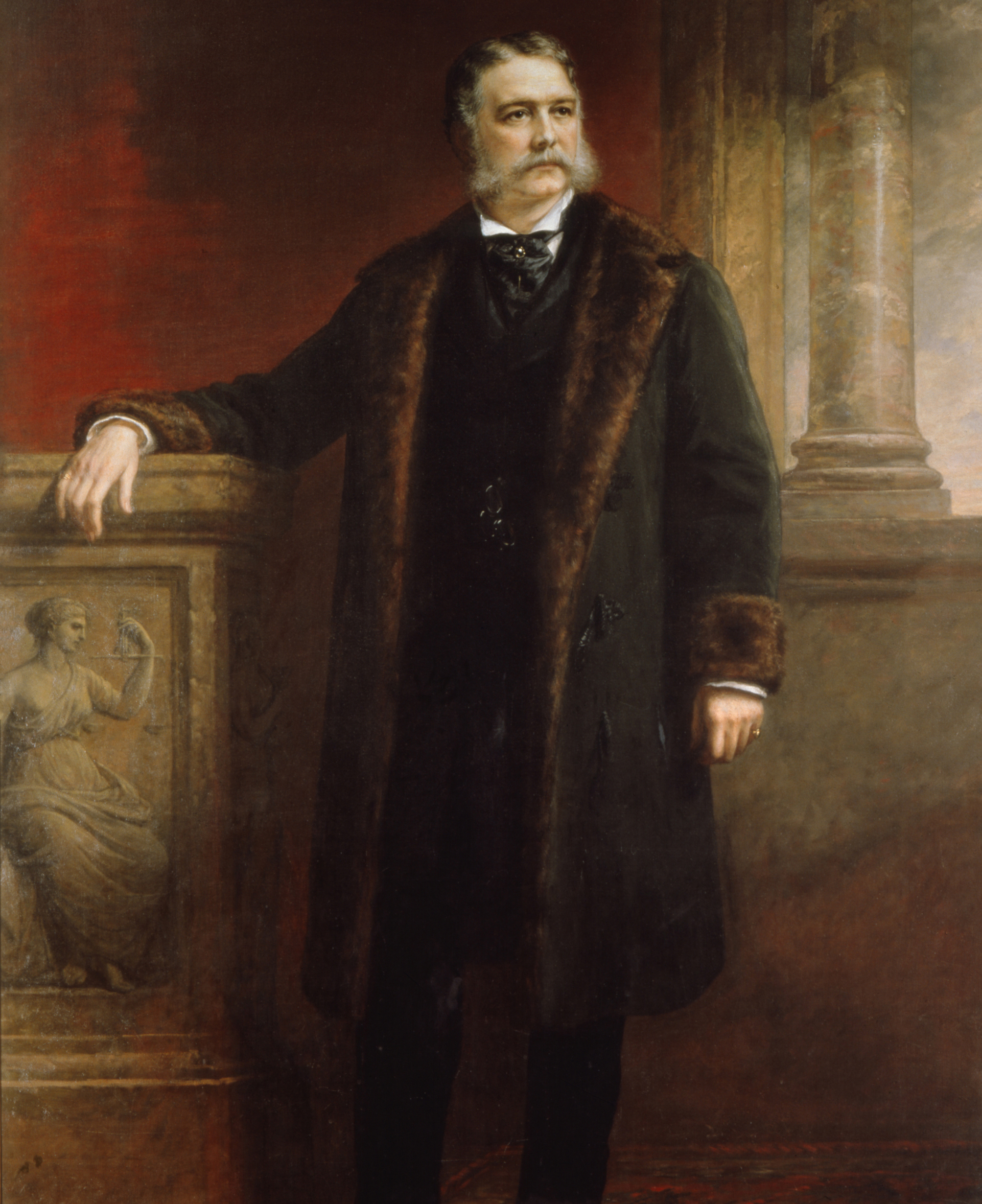
Chester Arthur

Chester is een Engelstalige jongensnaam.

## Bekende naamdragers
- Chester Arthur, 21e president van de Verenigde Staten
- Chester Burleigh Watts, Amerikaans astronoom
- Chester Carlson, Amerikaans wetenschapper, uitvinder en advocaat
- Chester Nimitz, Amerikaans admiraal
- Chester Bennington, Amerikaanse muzikant

## Fictieve figuren
- Chester Cheetah, mascotte voor het zoutjesmerk Cheetos
- Chester Goode/Proudfoot, personage in de Amerikaanse televisieserie Gunsmoke
- Chester McBadbat, personage in de Amerikaanse animatieserie The Fairly OddParents